# Jean Bernard Sembeausel
Jean Bernard Caprais Sembeausel est un homme politique français né le 19 août 1765 à Agen (Lot-et-Garonne) et décédé le 15 août 1831 au même lieu.
Directeur des contributions, il est élu député de Lot-et-Garonne au Conseil des Cinq-Cents le 24 germinal an VI. Il siège jusqu'au coup d'État du 18 Brumaire.

## Sources
- « Jean Bernard Sembeausel », dans Adolphe Robert et Gaston Cougny, Dictionnaire des parlementaires français, Edgar Bourloton, 1889-1891 [détail de l’édition]